# Município de Newton (condado de Trumbull, Ohio)
O município de Newton (em inglês: Newton Township) é um município localizado no condado de Trumbull no estado estadounidense de Ohio. No ano de 2010 tinha uma população de 8.875 habitantes e uma densidade populacional de 142,5 pessoas por km².

## Geografia
O município de Newton encontra-se localizado nas coordenadas 41° 10′ 21″ N, 80° 57′ 03″ O. Segundo a Departamento do Censo dos Estados Unidos, o município tem uma superfície total de 62.28 km², da qual 61.71 km² correspondem a terra firme e (0.91%) 0.56 km² é água.

## Demografia
Segundo o censo de 2010, tinha 8.875 habitantes residindo no município de Newton. A densidade populacional era de 142,5 hab./km². Dos 8.875 habitantes, o município de Newton estava composto pelo 97.53% brancos, o 0.78% eram afroamericanos, o 0.08% eram amerindios, o 0.11% eram asiáticos, o 0.01% eram insulares do Pacífico, o 0.24% eram de outras raças e o 1.25% pertenciam a dois ou mais raças. Do total da população o 0.89% eram hispanos ou latinos de qualquer raça.